# Општина Кваутитлан (Мексико)
Кваутитлан (шп. Cuautitlán) општина је у Мексику у савезној држави Мексико. Општина се налази на надморској висини од 2255 м.

## Становништво
Према подацима из 2010. у општини је живело 140059 становника.

### Хронологија
| Година       | 2000                  | 2005                   | 2010                   |
| ------------ | --------------------- | ---------------------- | ---------------------- |
| Становништво | 75836 (37259 / 38577) | 110345 (54461 / 55884) | 140059 (69079 / 70980) |

### Попис
| \| \| м \| \| \| ж \| \| 0—2 \| 3.757 \| \| \| 3.643 \| \| 3—5 \| 4.097 \| \| \| 4.018 \| \| 6—11 \| 8.733 \| \| \| 8.236 \| \| 12—14 \| 4.072 \| \| \| 3.797 \| \| 15—17 \| 3.930 \| \| \| 3.856 \| \| 18—24 \| 8.098 \| \| \| 7.885 \| \| 60+ \| 2.950 \| \| \| 3.808 \| \| Просек : \| 28,4 \| \| \| 29,5 \| |       |  |  |       |
| |       |  |  |       |
| | м     |  |  | ж     |
| 0—2 | 3.757 |  |  | 3.643 |
| 3—5 | 4.097 |  |  | 4.018 |
| 6—11 | 8.733 |  |  | 8.236 |
| 12—14 | 4.072 |  |  | 3.797 |
| 15—17 | 3.930 |  |  | 3.856 |
| 18—24 | 8.098 |  |  | 7.885 |
| 60+ | 2.950 |  |  | 3.808 |
| Просек : | 28,4  |  |  | 29,5  |

| #   | Индикатор                                                                                        | Вредност |
| --- | ------------------------------------------------------------------------------------------------ | -------- |
| 1   | Становништво од 0 до 2 године                                                                    | 7400     |
| 2   | Мушко становништво од 0 до 2 године                                                              | 3757     |
| 3   | Женско становништво од 0 до 2 године                                                             | 3643     |
| 4   | Становништво са 3 и више година                                                                  | 130172   |
| 5   | Мушко становништво са 3 и више година                                                            | 64077    |
| 6   | Женско становништво са 3 и више година                                                           | 66095    |
| 7   | Становништво са 5 и више година                                                                  | 124721   |
| 8   | Мушко становништво са 5 и више година                                                            | 61340    |
| 9   | Женско становништво са 5 и више година                                                           | 63381    |
| 10  | Становништво са 12 и више година                                                                 | 105088   |
| 11  | Мушко становништво са 12 и више година                                                           | 51247    |
| 12  | Женско становништво са 12 и више година                                                          | 53841    |
| 13  | Становништво са 15 и више година                                                                 | 97219    |
| 14  | Мушко становништво са 15 и више година                                                           | 47175    |
| 15  | Женско становништво са 15 и више година                                                          | 50044    |
| 16  | Становништво са 18 и више година                                                                 | 89433    |
| 17  | Мушко становништво са 18 и више година                                                           | 43245    |
| 18  | Женско становништво са 18 и више година                                                          | 46188    |
| 19  | Становништво од 3 до 5 година                                                                    | 8115     |
| 20  | Мушко становништво од 3 до 5 година                                                              | 4097     |
| 21  | Женско становништво од 3 до 5 година                                                             | 4018     |
| 22  | Становништво од 6 до 11 година                                                                   | 16969    |
| 23  | Мушко становништво од 6 до 11 година                                                             | 8733     |
| 24  | Женско становништво од 6 до 11 година                                                            | 8236     |
| 25  | Становништво од 8 до 14 година                                                                   | 19277    |
| 26  | Мушко становништво од 8 до 14 година                                                             | 9946     |
| 27  | Женско становништво од 8 до 14 година                                                            | 9331     |
| 28  | Становништво од 12 до 14 година                                                                  | 7869     |
| 29  | Мушко становништво од 12 до 14 година                                                            | 4072     |
| 30  | Женско становништво од 12 до 14 година                                                           | 3797     |
| 31  | Становништво од 15 до 17 година                                                                  | 7786     |
| 32  | Мушко становништво од 15 до 17 година                                                            | 3930     |
| 33  | Женско становништво од 15 до 17 година                                                           | 3856     |
| 34  | Становништво од 18 до 24 године                                                                  | 15983    |
| 35  | Мушко становништво од 18 до 24 године                                                            | 8098     |
| 36  | Женско становништво од 18 до 24 године                                                           | 7885     |
| 37  | Женско становништво од 15 до 49 година                                                           | 41412    |
| 38  | Становништво са 60 и више година                                                                 | 6758     |
| 39  | Мушко становништво са 60 и више година                                                           | 2950     |
| 40  | Женско становништво са 60 и више година                                                          | 3808     |
| 41  | Однос између мушкараца и жена                                                                    | 97.32    |
| 42  | Становништво од нуле до 14 година                                                                | 40353    |
| 43  | Становништво од 15 до 64 године                                                                  | 93018    |
| 44  | Становништво од 65 година и више                                                                 | 4201     |
| 45  | Просечан број деце                                                                               | 1.86     |
| 46  | Становништво рођено у ентитету                                                                   | 83773    |
| 47  | Мушко становништво рођено у ентитету                                                             | 42105    |
| 48  | Женско становништво рођено у ентитету                                                            | 41668    |
| 49  | Становништво рођено у другом ентитету                                                            | 53060    |
| 50  | Мушко становништво рођено у другом ентитету                                                      | 25361    |
| 51  | Женско становништво рођено у другом ентитету                                                     | 27699    |
| 52  | Становништво од 5 година и више резидентно у ентитету у јуну 2005. године                        | 116546   |
| 53  | Мушко становништво старосног доба од 5 година и више, резидентно у ентитету у јуну 2005. године  | 57313    |
| 54  | Женско становништво старосног доба од 5 и више година, резидентно у ентитету у јуну 2005. године | 59233    |
| 55  | Становништво од 5 година и више које је живело у другом ентитету у јуну 2005. године             | 7062     |
| 56  | Мушко становништво старије од 5 година које је живело у другом ентитету у јуну 2005. године      | 3430     |
| 57  | Женско становништво старије од 5 година које је живело у другом ентитету у јуну 2005. године     | 3632     |
| 58  | Становништво од 3 године и више које говори аутохтони језик                                      | 1099     |
| 59  | Мушко становништво старо 3 године и више које говори аутохтони језик                             | 551      |
| 60  | Женско становништво старо 3 године и више које говори аутохтони језик                            | 548      |
| 61  | Становништво од 3 године и више које говори аутохтони језик и не говори шпански језик            | 4        |
| 62  | Мушко становништво старо 3 године и више које говори аутохтони језик и не говори шпански         | 2        |
| 63  | Женско становништво старо 3 године и више које говори аутохтони језик и не говори шпански језик  | 2        |
| 64  | Становништво старо 3 године и више које говори аутохтони језик и шпански                         | 891      |
| 65  | Мушко становништво старо 3 године и више које говори аутохтони језик и шпански                   | 448      |
| 66  | Женско становништво старо 3 године и више које говори аутохтони језик и шпански                  | 443      |
| 67  | Становништво од 5 година и више које говори аутохтони језик                                      | 1088     |
| 68  | Становништво од 5 година и више које говори аутохтони језик и не говори шпански језик            | 4        |
| 69  | Становништво од 5 година и више које говори аутохтони језик и говори шпански језик               | 883      |
| 70  | Становништво у домородачким домаћинствима                                                        | 2711     |
| 71  | Становништво са ограничењима у активностима                                                      | 4236     |
| 72  | Становништво са ограниченим ходањем или кретањем, горе или доле                                  | 1864     |
| 73  | Становници са ограничењима вида, чак и уз кориштење сочива                                       | 1655     |
| 74  | Становништво са ограничењима говора, комуникације или конверзације                               | 337      |
| 75  | Становништво са ограниченим слухом                                                               | 423      |
| 76  | Становништво са ограничењима при одевању, купању или јелу                                        | 168      |
| 77  | Становништво са ограничењима у опажању или учењу једноставних ствари                             | 206      |
| 78  | Становништво са менталним ограничењима                                                           | 383      |
| 79  | Становништво без ограничења активности                                                           | 131491   |
| 80  | Становништво од 3 до 5 година које не похађа школу                                               | 3441     |
| 81  | Мушко становништво од 3 до 5 година које не похађа школу                                         | 1768     |
| 82  | Женско становништво од 3 до 5 година које не похађа школу                                        | 1673     |
| 83  | Становништво од 6 до 11 година које не похађа школу                                              | 257      |
| 84  | Мушко становништво од 6 до 11 година које не похађа школу                                        | 143      |
| 85  | Женско становништво од 6 до 11 година које не похађа школу                                       | 114      |
| 86  | Становништво од 12 до 14 година које не похађа школу                                             | 316      |
| 87  | Мушко становништво од 12 до 14 година које не похађа школу                                       | 183      |
| 88  | Женско становништво од 12 до 14 година које не похађа школу                                      | 133      |
| 89  | Становништво од 15 до 17 година похађа школу                                                     | 6192     |
| 90  | Мушко становништво од 15 до 17 година похађа школу                                               | 3085     |
| 91  | Женско становништво између 15 и 17 година живота у школи                                         | 3107     |
| 92  | Становништво од 18 до 24 године похађа школу                                                     | 5329     |
| 93  | Мушко становништво од 18 до 24 године похађа школу                                               | 2700     |
| 94  | Женско становништво од 18 до 24 године похађа школу                                              | 2629     |
| 95  | Становништво од 8 до 14 година које не може да чита и пише                                       | 125      |
| 96  | Мушко становништво старосног доба од 8 до 14 година које не може да чита и пише                  | 78       |
| 97  | Женско становништво старосног доби од 8 до 14 година које не може да чита и пише                 | 47       |
| 98  | Становништво од 15 година и више које је неписмено                                               | 1385     |
| 99  | Мушко становништво од 15 година и више које је неписмено                                         | 382      |
| 100 | Женско становништво од 15 година и више које је неписмено                                        | 1003     |
| 101 | Становништво старо 15 и више година без школовања                                                | 2064     |
| 102 | Мушко становништво старо 15 и више година без школовања                                          | 691      |
| 103 | Женско становништво старо 15 и више година без школовања                                         | 1373     |
| 104 | Становништво старосног доба 15 и више година са непотпуним основним образовањем                  | 3980     |
| 105 | Мушко становништво старосног доба од 15 година и више са непотпуном основним образовањем         | 1604     |
| 106 | Женско становништво старосног доба 15 и више година са непотпуном основним образовањем           | 2376     |
| 107 | Становништво старо 15 и више година са комплетним основним образовањем                           | 10155    |
| 108 | Мушко становништво старо 15 година и више са комплетним основним образовањем                     | 4381     |
| 109 | Женско становништво старо 15 и више година са комплетним основним образовањем                    | 5774     |
| 110 | Становништво старосног доба 15 и више година са непотпуним средњим образовањем                   | 4317     |
| 111 | Мушко становништво старосног доба од 15 година и више са непотпуним средњим образовањем          | 2479     |
| 112 | Женско становништво старосног доба од 15 година и више са непотпуним средњим образовањем         | 1838     |
| 113 | Становништво старо 15 и више година са пуним секундарном образовањем                             | 24658    |
| 114 | Мушко становништво старосног доба од 15 година и више са пуним секундарном образовањем           | 12388    |
| 115 | Женско становништво старосног доба од 15 година и више са пуним секундарном образовањем          | 12270    |
| 116 | Становништво старије од 18 година са постосновним образовањем                                    | 47715    |
| 117 | Мушко становништво старије од 18 година са постосновним образовањем                              | 23806    |
| 118 | Женско становништво старије од 18 година са постосновним образовањем                             | 23909    |
| 119 | Просечна оцена школовања                                                                         | 10.38    |
| 120 | Просечан ниво образовања мушке популације                                                        | 10.58    |
| 121 | Просечан ниво образовања женског становништва                                                    | 10.19    |
| 122 | Економски активно становништво                                                                   | 58806    |
| 123 | Економски активна мушка популација                                                               | 37742    |
| 124 | Економски активна женска популација                                                              | 21064    |
| 125 | Становништво које није економски активно                                                         | 44864    |
| 126 | Мушко становништво које није економски активно                                                   | 12345    |
| 127 | Женско становништво које није економски активно                                                  | 32519    |
| 128 | Запослено становништво                                                                           | 56539    |
| 129 | Запослено мушко становништво                                                                     | 36088    |
| 130 | Запослено женско становништво                                                                    | 20451    |
| 131 | Незапослена популација                                                                           | 2267     |
| 132 | Незапослена мушка популација                                                                     | 1654     |
| 133 | Незапослена женска популација                                                                    | 613      |
| 134 | Становништво без права на здравствене услуге                                                     | 44672    |
| 135 | Становништво које има право на здравствене услуге                                                | 91549    |
| 136 | Становништво које има право на ИМСС                                                              | 69664    |
| 137 | Становништво које има право на социјално осигурање                                               | 6669     |
| 138 | Становништво које има право на државно социјално осигурање                                       | 1898     |
| 139 | Становништво које има право на опште осигурање или здравствено осигурање за нову генерацију      | 7182     |
| 140 | Становништво које је било једном или није било у браку током 12 година и више                    | 34635    |
| 141 | Венчано или уједињено становништво од 12 година и више                                           | 61065    |
| 142 | Становништво које је било у браку или уједињено 12 година и више                                 | 8734     |
| 143 | Становништво са католичком религијом                                                             | 115726   |
| 144 | Протестанти, еванђелисти и библијски следбеници различити од еванђелиста                         | 11040    |
| 145 | Становништво са другим религијама различитим од претходних                                       | 293      |
| 146 | Становништво без религије                                                                        | 5509     |
| 147 | Укупно пописаних домаћинства                                                                     | 36072    |
| 148 | Пописна домаћинства на челу са мушкарцима                                                        | 28271    |
| 149 | Пописна домаћинства на челу са женама                                                            | 7801     |
| 150 | Становништво у пописним домаћинствима                                                            | 136532   |
| 151 | Становништво у пописним домаћинствима на челу са мушкарцима                                      | 111230   |
| 152 | Становништво у пописним домаћинствима на челу са женама                                          | 25302    |
| 153 | Укупно домаћинстава                                                                              | 51344    |
| 154 | Укупно насељених домаћинстава                                                                    | 36891    |
| 155 | Укупно приватних кућа                                                                            | 50525    |
| 156 | Насељени приватни домови                                                                         | 36072    |
| 157 | Укупно насељених приватних кућа                                                                  | 36886    |
| 158 | Ненасељене приватне куће                                                                         | 11406    |
| 159 | Појединачна домаћинства за привремену употребу                                                   | 3047     |
| 160 | Становници у насељеним приватним кућама                                                          | 136532   |
| 161 | Насељеност станара у приватним становима                                                         | 3.78     |
| 162 | Просечно становника по соби у приватним насељеним домаћинствима                                  | 0.96     |
| 163 | Појединачна домаћинства са подовима од различитих материјала од земље                            | 35414    |
| 164 | Појединачна домаћинства у приземљу                                                               | 329      |
| 165 | Појединачна домаћинства са једном спаваћом собом                                                 | 7293     |
| 166 | Појединачна домаћинства са две спаваће собе и више                                               | 28610    |
| 167 | Појединачна домаћинства са једним собом                                                          | 739      |
| 168 | Појединачна домаћинства са две собе                                                              | 2964     |
| 169 | Појединачна домаћинства са 3 собе и више                                                         | 32088    |
| 170 | Појединачна домаћинства која имају електрично светло                                             | 35949    |
| 171 | Појединачна домаћинства која немају електрично светло                                            | 18       |
| 172 | Појединачна домаћинства која имају водоводну воду у стамбеном простору                           | 35488    |
| 173 | Појединачна домаћинства која немају водоводну воду у стамбеном простору                          | 363      |
| 174 | Појединачна домаћинства која имају тоалет                                                        | 35796    |
| 175 | Појединачна домаћинства која имају канализацију                                                  | 35548    |
| 176 | Појединачна домаћинства која немају канализацију                                                 | 245      |
| 177 | Појединачна домаћинства која имају електрично светло, довод воде из јавне мреже и канализацију   | 35141    |
| 178 | Појединачна домаћинства без икаквих услова                                                       | 59       |
| 179 | Појединачна домаћинства која имају радио                                                         | 32668    |
| 180 | Појединачна домаћинства која имају телевизор                                                     | 35577    |
| 181 | Појединачна домаћинства која имају фрижидер                                                      | 33524    |
| 182 | Појединачна домаћинства која имају машину за веш                                                 | 29718    |
| 183 | Појединачна домаћинства која имају аутомобил или комби                                           | 17793    |
| 184 | Појединачна домаћинства која имају рачунар                                                       | 16101    |
| 185 | Појединачна домаћинства која имају фиксну телефонску линију                                      | 21534    |
| 186 | Појединачна домаћинства која имају мобилни телефон                                               | 29726    |
| 187 | Појединачна домаћинства која имају приступ интернету                                             | 10269    |